# Rzędziany (gromada)
Rzędziany – dawna gromada, czyli najmniejsza jednostka podziału terytorialnego Polskiej Rzeczypospolitej Ludowej w latach 1954–1972.
Gromady, z gromadzkimi radami narodowymi (GRN) jako organami władzy najniższego stopnia na wsi, funkcjonowały od reformy reorganizującej administrację wiejską przeprowadzonej jesienią 1954 do momentu ich zniesienia z dniem 1 stycznia 1973, tym samym wypierając organizację gminną w latach 1954–1972.
Gromadę Rzędziany z siedzibą GRN w Rzędzianach utworzono – jako jedną z 8759 gromad – w powiecie wysokomazowieckim w woj. białostockim, na mocy uchwały nr 24/V WRN w Białymstoku z dnia 4 października 1954. W skład jednostki weszły obszary dotychczasowych gromad Rzędziany, Radule, Sawino i Babino ze zniesionej gminy Tykocin w tymże powiecie. Dla gromady ustalono 13 członków gromadzkiej rady narodowej.
1 stycznia 1958 roku gromadę włączono do powiatu białostockiego.
Gromadę Rzędziany zniesiono 31 grudnia 1961, a jej obszar włączono do gromad Złotoria (wsie Babino, Rzędziany i Sawino oraz kolonię Rzędziany) i Jeżewo (wieś Radule).